# جوشوا إبستاين
جوشوا إبستاين هو موسيقي وأستاذ جامعي إسرائيلي، ولد في 14 نوفمبر 1940 في تل أبيب في إسرائيل.

## وصلات خارجية
- الموقع الرسمي
- جوشوا إبستاين على موقع ميوزك برينز (الإنجليزية)
- جوشوا إبستاين على موقع أول ميوزيك (الإنجليزية)
- جوشوا إبستاين على موقع ديسكوغز (الإنجليزية)